# Angga Pratama
Angga Pratama (* 12. Mai 1991) ist ein indonesischer Badmintonspieler.

## Karriere
Angga Pratama gewann 2009 Gold bei der Junioren-Asienmeisterschaft. 2010 wurde er Neunter bei der Hong Kong Super Series. Bei der India Super Series 2011 wurde er Zweiter, bei der Indonesia Super Series desselben Jahres Fünfter. Bei der Universiade 2011 belegte er Platz eins mit dem Team Indonesiens.

## Sportliche Erfolge
| Saison | Veranstaltung               | Disziplin    | Platz | Name                                   |
| ------ | --------------------------- | ------------ | ----- | -------------------------------------- |
| 2009   | Junioren-Asienmeisterschaft | Herrendoppel | 1     | Angga Pratama / Yohanes Rendy Sugiarto |
| 2010   | Hong Kong Super Series      | Herrendoppel | 9     | Rian Agung Saputro / Angga Pratama     |
| 2011   | Indonesia Super Series      | Herrendoppel | 5     | Ryan Agung Saputra / Angga Pratama     |
| 2011   | India Super Series          | Herrendoppel | 2     | Ryan Agung Saputra / Angga Pratama     |
| 2011   | Universiade                 | Team         | 1     | Indonesien                             |